# 宁比特尔
宁比特尔是德国石勒苏益格－荷尔斯泰因州的一个市镇。总面积4.16平方公里，总人口135人，其中男性76人，女性59人（2011年12月31日），人口密度32人/平方公里。